# 유리 함수층
대수기하학에서 유리 함수층(有理函數層, 영어: sheaf of rational functions)는 어떤 대수다양체 위에 존재하는 유리 함수들로 구성된 층이다.

## 정의

### 정역 스킴의 경우
정역 스킴 {\displaystyle (X,{\mathcal {O}}_{X})} 위의 유리 함수층 {\displaystyle {\mathcal {K}}_{X}}는 다음과 같은 체 값을 갖는 층이다. 임의의 공집합이 아닌 열린집합 {\displaystyle U\subseteq X}에 대하여,
{\displaystyle \Gamma (U;{\mathcal {K}}_{X})=\operatorname {Frac} (\Gamma (U;{\mathcal {O}}_{X}))}
즉, 각 열린집합에 대응하는 정칙 함수들의 정역에 분수체를 취한 것이다. 물론, 공집합의 경우 층의 값은 항상 자명환이다.
{\displaystyle \Gamma (\varnothing ;{\mathcal {K}}_{X})=0}

### 일반적 스킴의 경우
임의의 국소환 달린 공간 {\displaystyle (X,{\mathcal {O}}_{X})}의 유리 함수층 {\displaystyle {\mathcal {K}}_{X}}는 다음과 같이 정의한다.:140–141, §II.6
각 열린집합 {\displaystyle U\subseteq X} 및 {\displaystyle x\in U}에 대하여, 줄기 {\displaystyle {\mathcal {O}}_{X,x}}로 가는 표준적인 제약 사상
{\displaystyle \operatorname {res} _{U,x}\colon \Gamma (U,{\mathcal {O}}_{X})\to {\mathcal {O}}_{X,x}}
이 존재한다. 그렇다면, 다음과 같은 집합을 정의하자.
{\displaystyle S_{U}=\left\{f\in \Gamma (U;{\mathcal {O}}_{X})\colon \operatorname {res} _{U,x}(f)\in \operatorname {Reg} ({\mathcal {O}}_{X,x})\right\}=\bigcap _{x\in U}\operatorname {res} _{U,x}^{-1}\left(\operatorname {Reg} ({\mathcal {O}}_{X,x})\right)\subset \Gamma (U;{\mathcal {O}}_{X})}
여기서 {\displaystyle \operatorname {Reg} (-)}는 가환환에서 영인자가 아닌 원소들의 곱셈 모노이드이다. 이는 곱셈 모노이드들의 교집합이므로 역시 곱셈 모노이드를 이룬다.
그렇다면 {\displaystyle X} 위의 준층 {\displaystyle {\tilde {\mathcal {K}}}_{X}}를 다음과 같은 국소화로 정의하자.
{\displaystyle \Gamma (U;{\tilde {\mathcal {K}}}_{X})=S_{U}^{-1}\Gamma (U;{\mathcal {O}}_{X})}
여기서 {\displaystyle S_{U}^{-1}}은 국소화이다. 이 경우, 제약 사상은 국소화로 유도되는 자연스러운 사상들이다. {\displaystyle X} 위의 유리 함수층 {\displaystyle {\mathcal {K}}_{X}}는 준층 {\displaystyle {\tilde {\mathcal {K}}}_{X}}의 층화이며, 이는 {\displaystyle {\mathcal {O}}_{X}}-가군층을 이룬다.
임의의 스킴 위의 유리 함수층의 경우, 단면들이 체를 이루지 않을 수 있다.

## 성질

### 줄기
{\displaystyle X}가 국소 뇌터 스킴이거나, 또는 축소 스킴이며 그 기약 성분의 집합이 국소적으로 유한하다고 하자 (즉, 임의의 점 {\displaystyle x}에 대하여, 그 기약 성분의 수가 유한한 열린 근방 {\displaystyle U\ni x}가 존재한다). 그렇다면, 유리 함수층의 줄기는 구조층의 줄기의 전분수환과 같다.:205:Lemma 7.1.12b
{\displaystyle {\mathcal {K}}_{X,x}=\operatorname {Frac} ({\mathcal {O}}_{X,x})}

### 아핀 스킴의 유리 함수층
가환환 {\displaystyle R}에 대하여, 전분수환 {\displaystyle \operatorname {Frac} (R)}에서 스펙트럼 위의 유리 함수환으로 가는 표준적인 환 준동형
{\displaystyle \operatorname {Frac} (R)\to \Gamma (\operatorname {Spec} R;{\mathcal {K}}_{\operatorname {Spec} R})}
이 존재하며, 이는 항상 단사 함수이다.:Remark 7.1.14
만약 {\displaystyle R}가 뇌터 환이거나, 또는 유한 개의 극소 소 아이디얼들을 갖는 축소환이라면, 이는 환의 동형 사상을 이룬다.:Lemma 7.1.12b 그러나 일반적으로 이는 동형 사상이 아니다.

### 코호몰로지
국소환 달린 공간 {\displaystyle (X,{\mathcal {O}}_{X})} 위에는 다음과 같은 아벨 군 층의 짧은 완전열이 존재한다.
{\displaystyle 1\to {\mathcal {O}}_{X}^{\times }\to {\mathcal {K}}_{X}^{\times }\to {\mathcal {K}}_{X}^{\times }/{\mathcal {O}}_{X}^{\times }\to 1}
여기서 {\displaystyle (-)^{\times }}는 가역원층을 뜻한다. 이에 따라서 다음과 같은 층 코호몰로지 긴 완전열이 존재한다.
{\displaystyle 1\to \Gamma (X;{\mathcal {O}}_{X}^{\times })\to \Gamma (X;{\mathcal {K}}_{X}^{\times })\to \Gamma (X;{\mathcal {K}}_{X}^{\times }/{\mathcal {O}}_{X}^{\times })\to \operatorname {H} ^{1}(X;{\mathcal {O}}_{X}^{\times })\to \operatorname {H} ^{1}(X;{\mathcal {K}}_{X}^{\times })\to \operatorname {H} ^{1}(X;{\mathcal {K}}_{X}^{\times }/{\mathcal {O}}_{X}^{\times })\to \operatorname {H} ^{2}(X;{\mathcal {O}}_{X}^{\times })\to \cdots }
여기서 각 코호몰로지 군들은 다음과 같은 특별한 이름을 갖는다.
- {\displaystyle \Gamma (X;{\mathcal {O}}_{X}^{\times })}: 가역 정칙 함수군
- {\displaystyle \Gamma (X;{\mathcal {K}}_{X}^{\times })}: 가역 유리 함수군
- {\displaystyle \Gamma (X;{\mathcal {K}}_{X}^{\times }/{\mathcal {O}}_{X}^{\times })}: 카르티에 인자 군
- {\displaystyle \Gamma (X;{\mathcal {K}}_{X}^{\times }/{\mathcal {O}}_{X}^{\times })/\Gamma (X;{\mathcal {K}}_{X}^{\times })}: 카르티에 인자 유군
- {\displaystyle \operatorname {H} ^{1}(X;{\mathcal {O}}_{X}^{\times })}: 피카르 군

## 예
체 {\displaystyle K}에 대하여, 0차원 아핀 공간 {\displaystyle \mathbb {A} _{K}^{0}\operatorname {Spec} K=\{(0)\}}은 한원소 공간이며, 이 경우
{\displaystyle \Gamma (\operatorname {Spec} K,{\mathcal {K}}_{\operatorname {Spec} K})=K}
{\displaystyle \Gamma (\varnothing ,{\mathcal {K}}_{\operatorname {Spec} K})=0}
이다.
체 {\displaystyle K}에 대하여, 아핀 직선 {\displaystyle \mathbb {A} _{K}^{1}=\operatorname {Spec} K[x]}의 경우,
{\displaystyle \Gamma (\mathbb {A} _{K}^{1},{\mathcal {K}}_{\mathbb {A} _{K}^{1}})=K(x)}
이다. 즉, {\displaystyle K}의 계수의 유리 함수들의 체이다.

## 역사
알렉산더 그로텐디크가 1967년에 도입하였으나,:226–227, Propositions 20.1.1–3 그로텐디크의 정의는 문제가 있었다. 이를 스티븐 클라이먼(영어: Steven Kleiman)이 1979년에 지적하고 교정하였다.

## 같이 보기
- 카르티에 인자